# Hypophthalmus edentatus
Hypophthalmus edentatus är en fiskart som beskrevs av Johann Baptist von Spix och Agassiz 1829. Hypophthalmus edentatus ingår i släktet Hypophthalmus och familjen Pimelodidae. Inga underarter finns listade i Catalogue of Life.